# Maj-Inger Klingvall
Elsa Maj-Inger Klingvall, född Ohlsson 15 maj 1946 i Nyköpings västra församling, är en svensk politiker (socialdemokrat) och tidigare ambassadör. Hon var statsråd 1996–2001.

## Biografi
Klingvall blev filosofie kandidat vid Stockholms universitet 1970 och politices magister vid Linköpings universitet 1972. Hon arbetade som sekreterare vid Östergötlands läns landsting 1973–1975, och därefter vid Norrköpings kommun, 1975–1976 som sekreterare och 1977–1985 som politisk sekreterare. Hon var ledamot av kommunfullmäktige i Norrköping från 1977 till 1996. Från 1986 till 1988 var hon också heltidsarvoderad kommunpolitiker som ledamot av kommunstyrelsen och förste vice ordförande i socialnämnden med särskilt ansvar för barn-, individ- och familjeomsorg. Klingvall var därefter riksdagsledamot för Östergötlands läns valkrets från 1988 till 2002. Hon var ledamot i socialutskottet 1991–1994 och ordförande i socialförsäkringsutskottet 1994–1996. Hon har även varit suppleant i lagutskottet och kulturutskottet samt ledamot av Krigsdelegationen.
Klingvall var statsråd i regeringen Persson från 1996 till 2001, först socialförsäkringsminister vid socialdepartementet 1996–1999 och därefter bistånds- och migrationsminister vid utrikesdepartementet 1999–2001. Hon var under en kort period efter Margot Wallströms avhopp 1998 tillförordnad socialminister.
Klingvall var styrelseledamot i Sveriges socialdemokratiska kvinnoförbund från 1975 och satt i förbundets verkställande utskott 1984–1995. Hon var ledamot av Socialdemokraternas partistyrelse från 1990 och satt i verkställande utskottet från 1996 till 2001.
Hon valde att lämna regeringen i november 2001 efter att den socialdemokratiska partikongressen inte gav henne förnyat förtroende i partiets verkställande utskott. Efter en kort sejour i riksdagen och som suppleant i kulturutskottet utsågs Klingvall 2003 till ambassadör i Maputo i Moçambique. Hennes förordnande upphörde den 4 juli 2007 och hon hade därefter en ambassadörstjänst på utrikesdepartementet med inriktning på Västafrika till sin pensionering 1 maj 2011.
År 2010 gav Klingvall tillsammans med Gabriele Winai Ström ut en bok om kvinnliga svenska diplomater med titeln Från Myrdal till Lindh: svenska diplomatprofiler.
Klingvall var vice ordförande i UNICEF Sverige från 2011, och valdes 2017 som ordförande.

### Familj
Maj-Inger Klingvall var från 1967 gift med Rolf Klingvall, född 1944, men de har senare skiljt sig.